# LG KC910 Renoir
LG KC910 – telefon komórkowy z interfejsem dotykowym wprowadzony na rynek w 2008 roku przez firmę LG Electronics. Nazwa „Renoir” ma nawiązywać do znanego impresjonisty Augusta Renoira.
Dominującą funkcją tego modelu jest aparat cyfrowy o rozdzielczości 8 megapikseli z autofocusem, wyposażony w cyfrową stabilizację obrazu, posiadający maksymalną czułość ISO 1600. Poza robieniem zdjęć, aparat może służyć do nagrywania filmów o rozdzielczości VGA przy 30 klatkach na sekundę, a także szybkiego nagrywania w rozdzielczości QVGA przy 120 klatkach na sekundę – nagrany w tym trybie film jest odtwarzany przy 15 klatkach na sekundę, aby uzyskać efekt zwolnionego tempa. Filmy i zdjęcia można wykonywać również za pomocą kamery do wideorozmów z przodu aparatu, o rozdzielczości 0,3 mpx.
Telefon posiada również 3-calowy ekran dotykowy o rozdzielczości WQVGA, odtwarzacz multimedialny obsługujący większość popularnych formatów audio i wideo, oraz technologię HSDPA o prędkości 3,6 Mb/s.
Jest pierwszym telefonem na świecie posiadającym certyfikat Dolby Mobile. Potrafi odtwarzać pliki DivX.
Posiada nawigację A-GPS.

## Modyfikacje oprogramowania
Niedługo po wprowadzeniu telefonu na rynek zaczęły pojawiać się różne modyfikacje stworzone przez użytkowników, pozwalające między innymi na instalację niestandardowych motywów, uruchamianie niepodpisanych aplikacji Java z pełnymi uprawnieniami i przyśpieszające działanie menu i aplikacji.